# Lovero
Lovero là một đô thị ở tỉnh Sondrio trong vùng Lombardia của Italia, có vị trí khoảng 120 km về phía đông bắc của Milano và khoảng 30 km về phía đông của Sondrio. Tại thời điểm ngày 31 tháng 12 năm 2004, đô thị này có dân số 663 người và diện tích là 13,4 km².
Lovero giáp các đô thị: Edolo, Sernio, Tovo di Sant'Agata, Vervio.